# The Darkness II
The Darkness II est un jeu vidéo de tir à la première personne développé par Digital Extremes et édité par 2K Games. Le jeu est la suite du titre précédemment sorti en 2007, The Darkness. Le script du jeu a été écrit par l'auteur de comic book américain Paul Jenkins, qui a auparavant travaillé sur la série de comics éponymes The Darkness.
À l'origine prévu pour être publié le 10 juillet puis le 4 octobre 2011, le titre est retardé pour finalement sortir en février 2012 sur PlayStation 3, Xbox 360 et Windows. Il est disponible sur OS X depuis le 20 avril 2012. La voix du personnage principal Jackie Estacado, est interprété par le doubleur Dylan Agnez.

## Système de jeu
The Darkness est un jeu de tir à la première personne. Outre les armes classiques du genre que sont les pistolets, les fusils et les mitraillettes, le jeu vous permet d'utiliser des pouvoirs. Grâce au « Darkness » qui a pris possession de votre corps vous pouvez utiliser deux types de tentacule pour ramener a vous des objets, des corps ou même des armes, ou encore invoquer un trou noir après avoir tué un ennemi et une autre pour trancher, transpercer et déchiqueter des ennemis ou objet environnant.
Au cours des deux années écoulées depuis les événements du premier jeu, Jackie Estacado est devenu le Don de la famille Franchetti du crime. Bien qu'il possède encore le Darkness, une force maléfique qui lui a donné des pouvoirs surnaturels, Jackie a réussi à supprimer l'entité, grâce à l'orientation d'un ex- occultiste : Johnny Powell. Cependant, Powell est devenue mentalement instable et fuit Jackie de peur que le Darkness ne l'influence davantage. Jackie se bat encore avec la mort de sa petite amie Jenny Romano, que le Darkness lui avait empêché d'arrêter.
Jackie et sa bande sont attaqués par une foule rival dans un restaurant. Jackie est sérieusement blessé à la jambe. Après avoir été sauvé de l'immeuble, un personnage mystérieux apparaît et indique que les individus qui ont attaqué le restaurant sont ses acolytes. En cas d'attaque, le Darkness appelle à être libéré par Jackie, demandant à embrasser l'esprit, ce que Jackie refuse de faire. Peu de temps après, Jackie est pris dans une explosion. Il saigne mais se confronte à un ennemi. Jackie renonce, permettant au Darkness de prendre la relève et de tuer plusieurs attaquants. Avec le pouvoir de régénération du Darkness, il arrête les attaques et poursuit les agresseurs dans le métro. Là, il renoue avec le Darkling, une partie de son inconscient créée par les ténèbres. Il observe une vision de Jenny à proximité, et finit par se faire écraser par un train. Jackie se réveille dans ce qui semble être un hôpital psychiatrique, où Jenny et les membres de sa mob apparaissent comme les médecins, les infirmières et les autres patients, en lui disant que ses histoires de Darkness sont tout simplement des hallucinations inspirés par la mafia fiction. L'un des patients semble être Johnny, qui dit à Jackie de le retrouver.
Jackie se réveille à l'arrière du métro. Il se regroupe avec ses hommes et les utilise pour trouver et apporter Johnny à sa suite penthouse. Johnny explique que Jackie est poursuivi par une société secrète appelée la Confrérie qui cherchent les pouvoirs de l'obscurité pour eux-mêmes en utilisant le siphon, un objet créé par une entité appelée l'Angélus servant à contenir l'obscurité. Après avoir découvert les responsables de l'attaque du restaurant, Johnny fait une descente à l'emplacement de la Fraternité dans un bordel à proximité. Jackie entre incognito à l'aide d'une prostituée nommée Vénus et constate que la Fraternité a été à la poursuite de son gang et de sa famille pendant de nombreuses années. Peu de temps après avoir découvert cela, il est capturé par leur chef, Victor Valente. Victor exige de Jackie, alors crucifié, de libérer le Darkness pour lui. On apprend que le Darkness ne veut pas que la Confrérie le capture et demande à Jackie de lui laisser prendre le contrôle de son corps pour se libérer. Jackie peut refuser et tomber inconscient à cause de son hémorragie, il a alors une expérience proche de la mort durant laquelle il se dispute avec le Darkness sur le fait de donner l'entité à la Fraternité. The Darkness révèle qu'il tient en otage l'âme de Jenny, obligeant Jackie à lutter contre la Confrérie. S'il libère le Darkness, cette partie du jeu est ellipsée, il retire ses mains cloués au crucifix et tue l'assistant de Victor mais ce dernier s'échappe avant que Jackie ne guérisse de ses blessures, emportant avec lui le siphon. Jackie échappe à la maison de prostitution et retourne chez lui pour fomenter une attaque avec ses hommes contre la Fraternité. En arrivant à sa chambre, Jackie est abattu par Bragg, un homme qui travaille pour la Fraternité, qui se met en tête de tuer la tante Sarah de Jackie. Après s'être blessé à la tête, Jackie éprouve alors une autre hallucination psychiatrique, ce qui brouille davantage la ligne de la réalité. Avant le réveil, de retour dans la bibliothèque de sa maison avec Johnny expliquant qu'avant la Fraternité pouvait faire main basse sur le corps de Jackie.
À l'enterrement de Sarah, la Fraternité lance une autre attaque contre Jackie. Dans la bataille avec Bragg, il révèle que Victor se terre dans un parc d'attractions abandonné. Jackie tue Bragg, puis ordonne à ses hommes de le laisser seul aller au parc, où il est assaillit d'autres visions de Jenny. Il est bientôt capturé par Victor dans une vierge de fer, et perd une nouvelle fois conscience à cause d'une hémorragie. Il se réveille encore dans la salle, mais le concierge - une manifestation de son ombre - explique que l'asile est un piège pour Jackie pour le garder en vie loin de Jenny, emprisonnée dans l'enfer. Jackie reprend finalement conscience et découvre que Victor a drainé avec succès les ténèbres de lui. The Darkling aide Jackie à s'échapper et à battre Peevish, un autre membre de la Confrérie. À sa mort, il regagne une petite partie des pouvoirs du Darkness. Jackie poursuit Victor à travers les vestiges d'une demeure qui appartenait jadis à Carlo Estacado, le père de Jackie. Jackie apprend de Victor que Carlo avait promis le Darkness à la Fraternité afin que Jackie n'ait pas à subir le même sort que son père. Après avoir atteint le grenier, Jackie défait Victor et s'empale avec le siphon, reprenant la totalité du Darkness et se donnant la mort dans une tentative pour sauver Jenny de l'enfer.
Jackie se réveille dans l'hôpital psychiatrique où les médecins et les infirmières, soucieux de son bien-être, lui offre de l'emmener à Jenny. The Darkling apparait cependant et meurt, brûlé par le soleil, en essayant d'aider Jackie à s'évader. Jackie atteint le toit, et est confronté à Victor (maintenant un médecin), Jenny, et un infirmier qui tentent de convaincre Jackie que sa vie en tant que parrain de la mafia est une illusion et que le monde dans le service psychiatrique est réel. Sur le toit de l'asile, Jackie a le choix : rester avec Jenny dans la salle ou rejeter l'asile et tenter de parvenir à l'enfer.
Si Jackie choisit de rester avec Jenny, les deux rentre dans l'asile et danse lentement sur I Only Have Eyes for You.
Si Jackie choisit de rejeter l'asile, il saute du toit, voyant brièvement Jenny et les autres fondre et hurler comme il s'échappe et tombe dans l'enfer. The Darkness, dans un accès de rage, envoie des démons pour mettre fin à Jackie et l'empêcher d'atteindre Jenny. Jackie, cependant, prend le contrôle complet de l'obscurité et parvient à surmonter tous les obstacles. Il libère Jenny de ses liens et le couple s'embrasse.
Dans une scène crédits de poste, Jenny se révèle être le nouvel hôte de l'Angelus, qui a vu la destruction que Jackie et l'obscurité ont causé et affirme que Jackie est devenu trop puissant. Elle le laisse, piégé dans l'enfer, laissant un Jackie furieux hurlant comme il disparaît.

## Accueil
- Famitsu : 33/40[1]
- Jeuxvideo.com : 15/20[2]